# نیمه‌بیوه
نیمه‌بیوه (به انگلیسی: Half-widow) به زنانی کشمیری گفته می‌شود که شوهرشان در جریان درگیری کشمیر سر به نیست شده‌اند. شوهران هزاران زن کشمیری در طول این نزاع تاکنون ناپدید شده‌اند. بیشتر این زنان در چنین وضعیتی به دلایل عمدتاً مذهبی ازدواج مجدد نمی‌کنند.

## قانون مدنی ایران
ماده ۱۰۲۹ - هر گاه شخصی چهار سال تمام غایب مفقودالاثر باشد زن او می‌تواند تقاضای طلاق کند. در این صورت با رعایت ماده ۱۰۲۳حاکم او را طلاق می‌دهد.